# Зализняк, Светлана Васильевна
Светлана Васильевна Зализняк (род. 22 августа 1939, Калач-на-Дону, Сталинградская область) — советская и российская оперная певица (контральто), педагог, народная артистка РСФСР.

## Биография
Родилась 22 августа 1939 года в городе Калач Сталинградской области в семье директора совхоза и учительницы. В 1956 году окончила среднюю школу № 15 в городе Енакиево Донецкой области.
В 1957—1960 годах обучалась в Саратовском музыкальном училище. В 1960—1966 годах училась на факультете сольного пения Уральской консерватории имени М. П. Мусоргского (класс Н. И. Уткиной).
В 1966—2001 годах была солисткой Свердловского (Екатеринбургского) театра оперы и балета. За 35 лет работы в театре исполнила более 60 партий. Отличалась ярким, сочным тембром голоса, хорошей сценической внешностью.
С 1976 года преподаёт на кафедре сольного пения Уральской консерватории имени М. П. Мусоргского (заведующая кафедрой). В 1998 году стала профессором. Преподаёт также в Свердловском музыкальном училище имени П. И. Чайковского.
За годы работы на кафедре выпустила около 60 учеников, которые поют в филармониях, успешно работают в оперных и музыкальных театрах России и за рубежом. Среди учеников лауреат первой премии Международного конкурса им. П. И. Чайковского (2002), заслуженная артистка России А. С. Афанасьева-Адамова, лауреат премии Грэмми М. Домашенко, лауреаты международного конкурса им. М. И. Глинки М. Коробейников и С. Плетенко, заслуженный артист России Ю. А. Девин.
С 2006 года — член Совета по вокальному искусству при Министерстве культуры России.
С 2011 года — художественный руководитель оперы Екатеринбургского театра оперы и балета.

## Награды и премии
- Почётная грамота Всероссийского конкурса вокалистов, посвященного 150-летию со дня рождения М. П. Мусоргского (1964).
- Заслуженная артистка РСФСР (2.01.1980).
- Народная артистка РСФСР (24.07.1987).

## Работы в театре
- «Царская невеста» Н. Римского-Корсакова — Любаша
- «Снежная королева» С. Баневича — Снежная королева
- «Аида» Дж. Верди — Амнерис
- «Кармен» Ж. Бизе — Кармен
- «Дон Карлос» Дж. Верди — Эболи
- «Сельская честь» П. Масканьи — Лючия
- «Пиковая дама» П. Чайковского — графиня
- «Дуэнья» С. Прокофьева — Дуэнья
- «Пётр I» А. Петрова — Екатерина I
- «Борис Годунов» М. Мусоргского — Марина Мнишек
- «Евгений Онегин» П. Чайковский — няня
- «Сорочинская ярмарка» М. П. Мусоргского — Хивря
- «Сила судьбы» Дж. Верди — Курра, Прециозилла